# 吳宏一
吳宏一（1943年—）臺灣學者，歷任臺灣大學中文系教授、香港中文大學中文系及香港城市大學中文、翻譯及語言學系講座教授。

## 生平
吳宏一為臺灣高雄大社人，1943年生。臺灣大學中文研究所博士，師從鄭騫教授及屈萬里、王叔岷、張敬、裴溥言、孔德成、葉嘉瑩諸先生。歷任臺灣大學中文系所教授、中正大學籌備處顧問、中央研究院文哲所籌備處主任、香港中文大學中國語言及文學系講座教授、香港城市大學中文講座教授、美國傅爾布萊特計畫講座學者、北京大學人文基金高級訪問學者。
曾主編臺灣教育部編譯館中小學語文教科書，並擔任臺、港、大陸等地多種學術期刊之編審顧問；曾獲美國學術交流基金會資助，赴美訪問，並曾擔任新加坡教育部海外華文顧問；曾獲臺灣國科會傑出研究獎、國家文藝獎（文學理論類）和香港研究資助局多次研究資助等。已出版著作三四十種，學術論文約百篇。除研究中國文學及古代文獻外，也詩文集多種，作品曾被選入臺灣、香港、韓國、馬來西亞等地語文教科書。